# Булци
Бу̀лци (на италиански: Bulzi; на сардински: Bultzi) е село и община в Южна Италия, провинция Сасари, автономен регион и остров Сардиния. Разположено е на 250 m надморска височина. Населението на общината е 547 души (към 2010 г.).